# 大島利雄
大島 利雄（おおしま としお、1948年12月18日 - ）は、日本の数学者。東京大学名誉教授、城西大学数理・データサイエンスセンター所長。専門は代数解析、表現論。大学院指導学生に灘高等学校の後輩でもある小林俊行がいる。

## 人物
1948年群馬県前橋市生まれ。1967年3月灘高等学校卒業。1971年3月東京大学理学部数学科卒業。1973年東京大学大学院理学系研究科修士課程修了、東京大学理学部助手。1973年東京大学教養学部助教授、在籍中の2年間はプリンストン高等研究所で滞在研究。1977年に博士号を取得。1981年東京大学理学部助教授、1987年同教授。1991年大学院重点化の中で最後の理学部数学科主任として数理科学研究科の設立に関わる。東大の代数解析の中心であった師匠の小松彦三郎の後を継ぎ、柏原正樹等との共著もあるが、弟子達は表現論分野で活躍している。

## 職歴
- 1973年 東京大学理学部助手
- 1977年 東京大学教養学部助教授
- 1981年 東京大学理学部助教授
- 1987年 同 教授
- 1992年 東京大学大学院数理科学研究科教授
- 2013年 城西大学理学部教授
- 2017年 同 客員教授
- 2021年 城西大学数理・データサイエンスセンター所長

## 業績
- 対称空間上の調和解析

## 顕彰・招待講演
- 1983年 ICM招待講演（ワルシャワ）[4]
- 1985年 彌永賞 日本数学会[5]